# Episodi di Extant (prima stagione)
La prima stagione della serie televisiva Extant, composta da tredici episodi, è stata trasmessa negli Stati Uniti dall'emittente CBS dal 9 luglio al 17 settembre 2014.
In Italia la stagione è stata trasmessa dal 18 settembre al 6 novembre 2014 su Rai 3.
| nº | Titolo originale         | Titolo italiano                  | Prima TV USA      | Prima TV Italia   |
| -- | ------------------------ | -------------------------------- | ----------------- | ----------------- |
| 1  | Re-Entry                 | Legami umani                     | 9 luglio 2014     | 18 settembre 2014 |
| 2  | Extinct                  | Estinti                          | 16 luglio 2014    | 18 settembre 2014 |
| 3  | Wish You Were Here       | Vorrei che fossi qui             | 23 luglio 2014    | 18 settembre 2014 |
| 4  | Shelter                  | In fuga                          | 30 luglio 2014    | 25 settembre 2014 |
| 5  | What on Earth Is Wrong?  | Cosa sta succedendo?             | 6 agosto 2014     | 25 settembre 2014 |
| 6  | Nightmares               | Incubi                           | 13 agosto 2014    | 25 settembre 2014 |
| 7  | More in Heaven and Earth | Se non rischi, non ottieni nulla | 20 agosto 2014    | 2 ottobre 2014    |
| 8  | Incursion                | La progenie                      | 20 agosto 2014    | 2 ottobre 2014    |
| 9  | Care and Feeding         | Fidati                           | 27 agosto 2014    | 9 ottobre 2014    |
| 10 | A Pack of Cards          | Una strada diversa               | 27 agosto 2014    | 16 ottobre 2014   |
| 11 | A New World              | Un nuovo mondo                   | 3 settembre 2014  | 23 ottobre 2014   |
| 12 | Before the Blood         | Stanno arrivando                 | 10 settembre 2014 | 30 ottobre 2014   |
| 13 | Ascension                | Un ultimo lancio                 | 17 settembre 2014 | 6 novembre 2014   |

## Legami umani
- Titolo originale: Re-Entry
- Diretto da: Allen Coulter
- Scritto da: Mickey Fisher

### Trama
L'astronauta Molly Woods ritorna sulla Terra dopo una missione di tredici mesi nello spazio in solitaria, riabbracciando così il marito John e il figlio Ethan. Il bambino non è però un essere umano, ma un automa (humanich) realizzato da John per far fronte all'infertilità della coppia. L'uomo vuole trasformare il suo progetto in un prodotto fruibile da tutti e cerca un finanziatore nell'imprenditore Yasumoto. Intanto i controlli medici successivi al rientro di Molly evidenziano che la donna è incinta e che il concepimento è avvenuto durante il periodo trascorso nello spazio. Sconvolta dalla notizia, l'astronauta convince la dottoressa Sam Barton a ritardare la redazione del suo rapporto. Tre mesi prima, la stazione spaziale Seraphim dove la donna stava lavorando era stata vittima di un black-out causato da un'eruzione solare, durante il quale Molly aveva visto Marcus, fidanzato di un tempo morto in un incidente automobilistico. Ripresi i sensi dopo essere svenuta, in preda al panico aveva cancellato le riprese delle telecamere che dimostravano come la sua fosse un'allucinazione e aveva omesso l'episodio dal suo rapporto. Il suo superiore, Alan Sparks, non crede però alla sua versione e la fa sorvegliare. Una sera Molly viene fermata da Harmon Kryger, collega suicidatosi anni prima, che la mette in guardia dai suoi datori di lavoro.
- Ascolti Stati Uniti: telespettatori 9.580.000[1]
- Ascolti Italia: telespettatori 822.000 – share 3,07%[2]

## Estinti
- Titolo originale: Extinct
- Diretto da: Matt Earl Beesley
- Scritto da: Leslie Bohem

### Trama
Mentre John ha ottenuto il suo finanziamento e può aprire il suo laboratorio, a casa Molly vede per la seconda volta Marcus, prima di svenire. Sam le rivela che la sua TAC cerebrale mostra gli stessi segni di quella di Harmon. L'astronauta cerca quindi di accedere alle riprese della missione del collega, ma il suo tentativo viene bloccato. L'uomo la rintraccia e la porta nel suo rifugio, dove le racconta di aver avuto la sua stessa esperienza: durante una missione spaziale aveva visto la madre morta da trent'anni, ma una volta riferita la vicenda ai superiori, era stato dichiarato pazzo ed internato. Per fuggire aveva allora inscenato il suo suicidio. Più tardi Molly affronta Sparks, pretendendo spiegazioni.
- Ascolti Stati Uniti: telespettatori 7.960.000[3]
- Ascolti Italia: telespettatori 678.000 – share 2,63%[2]

## Vorrei che fossi qui
- Titolo originale: Wish You Were Here
- Diretto da: Holly Dale
- Scritto da: Mickey Fisher

### Trama
Sparks convince Molly che ciò che le è successo riguardi un programma segreto del quale non era a conoscenza. La invita a sottoporsi ad accertamenti, ma la donna rifiuta. Per Ethan è il primo giorno di scuola e John e Molly hanno i primi contrasti con gli altri genitori sulla natura del bambino. Molly cerca Harmon nel suo rifugio, ma trova solo degli strani simboli concentrici disegnati sulla parete della roulotte. Durante una festa organizzata per lei da John, Molly rivela al marito tutti gli eventi che gli ha tenuto nascosti. All'ennesimo episodio allucinatorio, durante il quale vede alla festa Tim, fratello di Marcus, la donna decide di farsi ricoverare e chiama il suo superiore. Nel frattempo alla dottoressa Barton viene impedito di accedere al suo ufficio dove vorrebbe analizzare in segreto un campione di sangue per studiare il DNA del feto. Resasi conto di essere sorvegliata, prima di essere arrestata invia a Molly un messaggio in cui la esorta a fuggire. L'astronauta riesce a liberarsi di Sparks e scappa con John e Ethan.
- Ascolti Stati Uniti: telespettatori 6.480.000[4]
- Ascolti Italia: telespettatori 770.000 – share 3,63%[2]

## In fuga
- Titolo originale: Shelter
- Diretto da: Paris Barclay
- Scritto da: Greg Walker

### Trama
Molly porta la sua famiglia da suo padre, Quinn. Una sera, mentre è con il nonno, Ethan scompare nei boschi circostanti la casa. Pensando ad una fuga causata da un diverbio, l'uomo contatta la polizia per organizzare una ricerca. Giunti sul posto, gli agenti vengono richiamati nel momento in cui scoprono che il bambino non è umano. Ne nasce un diverbio, a seguito del quale John e Quinn vengono arrestati. Molly cerca da sola il figlio e lo trova, ma si tratta di una trappola per catturarla. Mentre il marito ed il padre passano la notte in cella, la donna viene sottoposta ad un intervento per la rimozione del feto e la cancellazione di ogni traccia della gravidanza.
- Ascolti Stati Uniti: telespettatori 5.920.000[5]
- Ascolti Italia: telespettatori 655.000 – share 2,41%[6]

## Cosa sta succedendo?
- Titolo originale: What on Earth is Wrong?
- Diretto da: Dan Lerner
- Scritto da: Peter Ocko

### Trama
Alla luce del giorno, Molly e Ethan vengono ritrovati nei boschi. In ospedale, la donna si rende conto di ciò che le è successo, ma nessuno crede che sia mai stata incinta. Quando si rivolge a Sam per avere il suo sostegno e l'ecografia fatta qualche settimana prima, l'amica si comporta alla stessa maniera, negando ogni ricordo di Molly e attribuendoli alle allucinazioni di cui soffre. A questo punto anche John non sa più a cosa credere, e preferisce concentrarsi su Ethan, gravemente danneggiato dagli eventi di quella notte. Una sera Molly si ricorda di un fazzoletto con cui si era tamponata una ferita durante il soggiorno dal padre. Una volta recuperato, isola il DNA del feto e scopre una componente aliena. Riconquistata la fiducia del marito, torna al lavoro fingendo di credere alla tesi allucinatoria. Le analisi di un collega sugli esperimenti svolti durante la sua missione evidenziano che ciò con cui è venuta a contatto è un'inusuale forma di energia. Mentre Ethan si riprende, il feto di Molly viene fatto crescere in una struttura segreta. Uno scienziato che lavora al progetto viene contagiato e, in preda alle allucinazioni, uccide brutalmente un collega.
- Ascolti Stati Uniti: telespettatori 5.940.000[7]
- Ascolti Italia: telespettatori 581.000 – share 2,26%[6]

## Incubi
- Titolo originale: Nightmares
- Diretto da: Adam Arkin
- Scritto da: Eliza Clark

### Trama
Ethan fa degli incubi, cosa ritenuta non possibile per uno humanich, nei quali sogna i cerchi visti sulla pancia della madre. Molly introduce una cimice nel corpo della dottoressa Barton, attraverso la quale scopre che l'amica viene ricattata. Harmon ruba le impronte a Kern, responsabile della sicurezza dell'ISEA, e accede alla struttura per copiare delle informazioni. Incontratosi con Molly e suo marito, spiega loro che i cerchi che aveva disegnato nella sua roulotte costituivano un breve messaggio che aveva visto su uno schermo della stazione spaziale e consegna loro le relative informazioni. Poco dopo viene catturato da Kern. I dati sono criptati ma Ethan, che dimostra abilità in continua crescita, aiuta i genitori a decrittarli. Il documento protetto è un video col quale si scopre che Katie, la figlia di Sparks ufficialmente morta in un incidente spaziale, era stata vittima assieme ai suoi compagni di missione della misteriosa forma energetica e si era sacrificata per fare in modo che non potesse raggiungere la Terra.
- Ascolti Stati Uniti: telespettatori 5.680.000[8]
- Ascolti Italia: telespettatori 547.000 – share 2,49%[6]

## Se non rischi, non ottieni nulla
- Titolo originale: More in Heaven and Earth
- Diretto da: Christine Moore
- Scritto da: Vanessa Reisen

### Trama
Molly cerca la persona che per prima due anni prima aveva ricevuto il messaggio di Katie, ma l'uomo si rifiuta di parlare. Ulteriori indagini svelano che una compagnia mineraria gli ha donato un attico per comprare il suo silenzio. Quando finalmente cede alle richieste della donna, viene ucciso prima che i due possano incontrarsi. Le informazioni mediche sui compagni di Katie evidenziano tracce di sostanze normalmente riscontrate al termine di missioni minerarie. I progressi di Ethan nell'apprendimento sono talmente rapidi che suo padre ritiene che sia necessario porre un freno alle sue capacità. Quando ci prova, i suoi permessi di accesso all'androide vengono revocati. Odin, il nuovo compagno di Julie, si rivela essere un segreto antagonista della tecnologia e anche Femi, dirigente e amante di Yasumoto, appartiene alla sua stessa organizzazione. Molly segue Sparks alla struttura in cui è custodito il feto. Scoperta, viene salvata da Kern, che si è convertito alla sua causa dopo aver parlato con Harmon e anche in base ad eventi accaduti a suo padre.
- Ascolti Stati Uniti: telespettatori 5.570.000[9]
- Ascolti Italia: telespettatori 751.000 – share 2,68%[10]

## La progenie
- Titolo originale: Incursion
- Diretto da: Paul McCrane
- Scritto da: Gavin Johannsen

### Trama
Viene svelato che le missioni minerarie servivano a tenere in vita Yasumoto e che casualmente hanno incontrato la forma di vita aliena, ora principale interesse del magnate. L'uomo impone a Sparks di non uccidere Molly, ma il capo dell'ISEA istruisce Kern diversamente e ordina lo spostamento della progenie. Quest'ultima operazione viene però sospesa quando il feto comincia ad avere un comportamento anomalo. Molly, determinata a ricongiungersi con quello che considera comunque un figlio, accede alla struttura con l'aiuto di Harmon e Kern. Al suo arrivo la progenie è sparita dalla teca e le guardie si sono uccise a vicenda in preda alla follia. Una visione di Katie chiede a Sparks di aiutare la creatura aliena.
- Ascolti Stati Uniti: telespettatori 5.570.000[9]
- Ascolti Italia: telespettatori 592.000 – share 2,22%[10]

## Fidati
- Titolo originale: Care and Feeding
- Diretto da: Dan Attias
- Scritto da: Mickey Fisher

### Trama
Sparks, entusiasta di poter rivedere la figlia, porta la progenie in un luogo sicuro, ma proteggerla costa la vita di una conoscente. Harmon, resosi conto che Molly non percepisce la creatura aliena come una minaccia, la abbandona nella struttura e si mette sulle tracce del capo dell'ISEA assieme a Kern. Yasumoto invia i suoi uomini nell'edificio per eliminare ogni prova o testimone dell'accaduto, ma la donna riesce a prenderne in ostaggio uno e a fuggire. Nel frattempo John chiede aiuto al magnate per aiutare la moglie, lasciando Ethan con Julie e Odin, il quale instaura un rapporto di fiducia con il piccolo androide. Yasumoto offre collaborazione a Molly, affiancandole un suo sottoposto nella ricerca di Sparks.
- Ascolti Stati Uniti: telespettatori 5.670.000[11]
- Ascolti Italia: telespettatori 337.000 – share 1,77%[12]

## Una strada diversa
- Titolo originale: A Pack of Cards
- Diretto da: Dan Lerner
- Scritto da: Leslie Bohem

### Trama
Si viene a sapere che nell'incidente in cui è morto Marcus era coinvolta anche Molly, incinta del loro figlio, perso a seguito dello scontro. Sparks mostra alla moglie Anya le capacità della progenie. Molly li raggiunge ma viene ipnotizzata dalle visioni e indotta a fornire i suoi codici di sicurezza ISEA, per mezzo dei quali la stazione Seraphim viene dirottata verso la Terra. In aiuto della donna giungono Kern e Harmon, ma nello scontro quest'ultimo perde la vita. Sparks e Anya fuggono con la progenie. John si rende conto di essere prigioniero di Yasumoto e aiuta il figlio a scappare, ma il bambino viene intercettato da Odin.
- Ascolti Stati Uniti: telespettatori 5.670.000[11]
- Ascolti Italia: telespettatori 419.000 – share 2,40%[13]

## Un nuovo mondo
- Titolo originale: A New World
- Diretto da: Kevin Dowling
- Scritto da: Eliza Clark

### Trama
Sparks abbandona Anya e la progenie per consegnarsi a Molly. La donna salva il marito e cattura Yasumoto. Il magnate rivela che quando lavorava come minatore aveva trovato un meteorite dalle capacità terapeutiche. Da quel momento in poi tutti i suoi sforzi si erano concentrati sull'identificazione dell'asteroide da cui aveva avuto origine e le missioni ISEA erano parte di questo disegno. Odin inserisce una bomba nel corpo di Ethan. La stazione Seraphim involontariamente deviata da Molly viene raggiunta da un'astronave francese che ha appena recuperato un vettore contenente Katie. Sparks, detenuto all'interno dell'ISEA, si libera per il tempo necessario a manomettere il sistema. La progenie uccide Anya e prosegue la sua fuga in solitaria.
- Ascolti Stati Uniti: telespettatori 5.780.000[14]
- Ascolti Italia: telespettatori 314.000 – share 1,92%[15]

## Stanno arrivando
- Titolo originale: Before the Blood
- Diretto da: David Solomon
- Scritto da: Peter Ocko

### Trama
Molly, con l'aiuto di Sam, ricostruisce i suoi ricordi e capisce di aver indotto la Seraphim a deviare la rotta. Ripreso il controllo delle comunicazioni spaziali dopo il sabotaggio di Sparks, viene a sapere del ritorno di Katie da un componente della missione francese e usa queste informazioni per ottenere la collaborazione dell'ex capo ISEA. Il suo successore chiede all'astronauta la sua disponibilità a ritornare nello spazio, provocando una discussione tra Molly e John. Al termine, la donna riceve la visita della progenie (ormai bambino), che la avverte dell'arrivo dei suoi simili. Odin intanto ha messo Ethan contro i suoi genitori per indurlo con l'inganno a farsi esplodere all'interno del laboratorio, ma Julie riesce a calmarlo. Insospettita dal lunga inattività dello humanich nel periodo in cui era con Odin fa ricerche sull'uomo, scoprendo la sua vera identità di terrorista. Sulla Seraphim Sean si prepara ad abbandonare la stazione a causa dell'impossibilità di comunicare con la Terra. Quando sulla capsula che ha trasportato Katie vi trova il suo cadavere con il ventre squarciato, viene imprigionato al suo interno dalla figlia aliena della ragazza che ha assunto le sue sembianze.
- Ascolti Stati Uniti: telespettatori 4.640.000[16]
- Ascolti Italia: telespettatori 376.000 – share 2,26%[17]

## Un ultimo lancio
- Titolo originale: Ascension
- Diretto da: Miguel Sapochnik
- Scritto da: Mickey Fisher

### Trama
Mentre John, Julie, Charlie e Kern tentano inutilmente di rimuovere la bomba dal corpo di Ethan, Molly raggiunge la Seraphim e libera Sean. Nel ripristinare le comunicazioni con la Terra si scontra con la figlia aliena di Katie e viene contaminata. La base ISEA nel frattempo è stata abbandonata ed isolata per l'arrivo della progenie, intenzionata a boicottare la missione della madre. Ethan si offre di entrare nella struttura, essendo immune dalle manipolazioni mentali. Non essendo più possibile comandare la stazione spaziale dalla Terra, Molly posiziona alcune cariche esplosive, dopo aver sedato Sean in preda alle allucinazioni. Al momento di abbandonare la Seraphim, Ben l'intelligenza artificiale ISEA, impedisce loro di partire a causa dell'esposizione alle spore aliene. Ethan sblocca la situazione ma nel farlo surriscalda l'ordigno che si trova dentro di lui ed esplode davanti alla progenie. Cinque giorni dopo riprende vita all'interno della rete informatica terrestre, mentre il suo fratellastro alieno trova l'ospitalità di una ignara coppia.
- Ascolti Stati Uniti: telespettatori 5.440.000[18]
- Ascolti Italia: telespettatori 354.000 – share 2,05%[19]